# Stepan Roumovski
Stepan Iakovlevitch Roumovski (en russe Степан Яковлевич Румовский), né le 29 octobre (9 novembre a.s.) 1734 près de la ville de Vladimir et mort le 6 juillet (18 juillet a.s.) 1812 à Saint-Pétersbourg, est un astronome et mathématicien russe, considéré comme le premier astronome russe de renom.

## Biographie
Roumvoski nait près de la ville de Vladimir, dans le village de Staryy Pogost, où son père est prêtre.
Roumovski étudie à Berlin sous la direction de Leonhard Euler,. Il enseigne les mathématiques et l'astronomie à l'Université de Saint-Pétersbourg de 1756 à 1812 et occupe de nombreux postes importants à l'Académie de Saint-Pétersbourg, dont directeur du département de géographie de 1766 à 1786 et directeur de l'observatoire et professeur d'astronomie de 1763 jusqu'à sa mort. À un moment donné (quand ?), il devient vice-président de l'Académie des sciences. Il est nommé membre étranger honoraire de l'Académie des sciences de Suède en 1763.
Roumovski rejoint le Conseil d'administration de l'école russe en 1803 et est responsable de plusieurs réformes. En tant que surintendant du Département de l'éducation de Kazan entre 1803 et 1812, il joue un rôle majeur dans la fondation de l'Université de Kazan.

## Travaux
Il est l'auteur d'articles scientifiques liés au domaine de l'astronomie, de la géodésie, de la géographie, des mathématiques et de la physique. En 1786, il est responsable de la publication du premier catalogue en Russie avec les coordonnées géographiques astronomiques de soixante-deux sites, republié plus tard dans le Berliner Astronomisches Jahrbuch (1790). En 1760, Rumovsky publie un manuel de mathématiques pour les étudiants. Plus tard, il participe à l'édition du Dictionnaire de la langue russe. Il fait également un certain nombre de traductions en russe, principalement des ouvrages philosophiques.

### Observations de Vénus
Au XVIIIe siècle, les mesures précises de la distance entre la Terre et le Soleil sont reconnues comme l'une des tâches les plus urgentes de l'astronomie. Il a été précédemment suggéré par Edmond Halley que la meilleure méthode disponible pour mesurer cette distance est d'observer le point où Vénus se trouve entre le Soleil et la Terre (transit de Vénus). Deux tels transits se produisent en 1761 et en 1769 et les observations, effectuées partout en Europe, conduisent en effet à une donnée très précise liée à la distance au Soleil.
En 1761, l'effort est coordonné dans toute l'Europe, y compris la Russie. L'effort russe, soutenu par Mikhaïl Lomonossov, consiste en un certain nombre d'expéditions pour observer le phénomène. En particulier, Roumovski dirige l'expédition à Sélénguinsk, en Sibérie.
Les résultats de 1761 sont utilisés pour des observations plus raffinées effectuées en 1769. Cette année-là, Roumovski coordonne les observations dans l'Empire russe, qui se déroulent sur toute la zone accessible. Roumovski mène personnellement des observations à Kola et collabore ensuite avec Euler pour produire l'image la plus complète basée sur les observations faites dans tous les endroits possibles.